# Лурье, Леонид Израилевич
Леони́д Изра́илевич Лурье́ (22 июня 1949, Молотов — 3 мая 2018) — российский учёный и общественный деятель. Доктор педагогических наук, кандидат технических наук, профессор кафедры педагогики Пермского государственного педагогического университета, профессор кафедры математического моделирования систем и процессов государственного технического университета г. Перми, заслуженный учитель Российской Федерации (1997), лауреат премии Президента Российской Федерации 2002 года в области образования.
Основатель и в 1989—2018 годах директор МОУ «Лицей № 1» г. Перми. Одновременно главный редактор международного журнала «Образование в стране и мире».

## Биография
Родился в семье педагогов: Зинаиды Суиловны (Сергеевны) Духовной (1925—2023), студентки историко-филологического факультета МолГУ, позднее директора школы № 9, и Александра (Израиля) Моисеевича Лурье (1922—2014), позднее доцента кафедры математики ПермГПИ. В 1966 году с медалью окончил физико-математическую школу № 9, а в 1971 году с отличием — механико-математический факультет Пермского государственного университета.
В 1972 году поступил в аспирантуру при кафедре теории функций и функционального анализа механико-математического факультета ПГУ, в 1976 году защитил кандидатскую диссертацию «Крутильные колебания бурильной колонны», выполненную под руководством Ивана Васильевича Мисюркеева и Виктора Николаевича Норина. В 2000 году защитил в МГПУ докторскую диссертацию «Теория и практика подготовки специалистов-исследователей в системе „школа-вуз“».
По совместительству работал профессором кафедры педагогики ПГПУ, заведовал кафедрой педагогики Пермского военного института. Действительный член Международной академии наук педагогического образования. Автор около 200 печатных работ, среди которых более 20 монографий и учебных пособий.
Сестра — Татьяна, математик, живёт в Норвегии. Сын Михаил — кандидат педагогических наук, дочери Елена и Анна.